# As Minas de Prata (telenovela)
As Minas de Prata é uma telenovela brasileira produzida pela extinta TV Excelsior e exibida de 28 de novembro de 1966 a 22 de julho de 1967 no horário das 19h30, totalizando 203 capítulos. Foi escrita por Ivani Ribeiro, que a adaptou do romance homônimo de autoria de José de Alencar. Os diretores foram Carlos Zara e Walter Avancini.
Para as filmagens, foi construída uma cidade cenográfica em São Bernardo do Campo, além da utilização dos estúdios da Vera Cruz.

## Produção
Primeira novela histórica de Ivani Ribeiro, buscando cada vez mais a identidade nacional em sua obra.
Uma superprodução da TV Excelsior, que se esmerou ao recriar a cidade de Salvador do século XVII, então capital do Brasil. A cidade cenográfica foi erguida no sítio Alvarenga, em São Bernardo do Campo. Algumas externas foram gravadas no Mosteiro de São Bento e no Pátio do Colégio, em São Paulo (“Ivani Ribeiro, a Dama das Emoções”, Carolline Rodrigues)
Isabel Pancada cuidou da direção de arte e figurinos. O maestro Paulo Herculano compôs uma trilha sonora especial, com pesquisa apropriada.
A direção de Wálter Avancini valorizou essa novela, então um grande momento da televisão brasileira.
Após os sucessos de A Deusa Vencida, Almas de Pedra e Anjo Marcado, a parceria entre Avancini e Ivani foi interrompida. No decorrer de As Minas de Prata, o diretor e a novelista se desentenderam. Ele queixava-se da adaptação da autora. Para Avancini, o texto estava um pouco dispersivo, muito preso ao romance de José de Alencar. Em sua visão, isso prejudicava a ação, o elemento que mais prendia o telespectador diante do vídeo. O diretor acabou afastado e substituído por Carlos Zara, que já estava no elenco da novela, vivendo o vilão Padre Molina. Porém, a separação durou pouco. Na novela seguinte, Os Fantoches, Avancini e Ivani já estavam juntos outra vez. (“Ivani Ribeiro, a Dama das Emoções”, Carolline Rodrigues)
Glória Menezes, interpretando Zana, também não foi até o fim, sendo substituída pela atriz Lídia Costa.
Estreia em televisão do ator Stênio Garcia. Também a primeira novela da atriz Sônia Oiticica.
O romance de José de Alencar também serviu como base para a novela A Padroeira, produzida pela Globo em 2001 – último trabalho do diretor Wálter Avancini. Luigi Baricelli, Deborah Secco e Maurício Mattar viveram os personagens equivalentes aos de Fúlvio Stefanini, Regina Duarte e Armando Bógus em As Minas de Prata.

## Sinopse
No século XVII, Estácio procura a localização de minas de prata que seu pai encontrara um pouco antes de morrer. Só com a fortuna gerada por elas ele poderá desposar Inesita, cujo pai tem outro pretendente para a filha, o nobre Dom Fernando.

## Elenco
| Ator/Atriz               | Personagem     |
| ------------------------ | -------------- |
| Fúlvio Stefanini         | Estácio        |
| Regina Duarte            | Inesita        |
| Paulo Goulart            | Dom Francisco  |
| Susana Vieira            | Joaninha       |
| Ivan Mesquita            | Samuel         |
| Arlete Montenegro        | Elvira         |
| Armando Bógus            | Dom Cristóvão  |
| Carlos Zara              | Padre Molina   |
| Maria Isabel de Lizandra | Raquel         |
| Glória Menezes           | Zana           |
| Lídia Costa              | Zana           |
| Renato Master            | Dom Fernando   |
| Sônia Oiticica           | Luiza          |
| Sílvio Francisco         | João Fogaça    |
| Vera Nunes               | Ismênia        |
| Stênio Garcia            | Dom José       |
| David Netto              | Dom Álvaro     |
| Riva Nimitz              | Brásia         |
| Procópio Ferreira        | Provençal      |
| Henrique César           | Batista        |
| Geraldo Louzano          | Padre Figueira |
| Silvana Lopes            | Dulce          |
| Rogério Márcico          | Vaz Caminha    |
| Osmano Cardoso           | Padre Inácio   |
| Jacyra Silva             | Durvalina      |
| Márcio Trunkl            | Gil            |
| J. França                | Lucas          |
| Jaime Batista            | Padre Batista  |
| Tony Vieira              | Antão          |
| Antônio Abujamra         |                |
| Arnaldo Weiss            |                |
| Jacyra Sampaio           |                |